# Mina Popović
Mina Popović (16 de abril de 1994) é uma voleibolista sérvia.

## Carreira
Popović integrou a equipe da Seleção Sérvia de Voleibol Feminino nos Jogos Olímpicos de Verão de 2020 em Tóquio, quando conquistou a medalha de bronze após derrotar a equipe sul-coreana por 3 sets a zero.